# З-над хмар і з долин
«З-над хмар і з долин» – літературно-художній альманах. Упорядкував і видав Микола Вороний в 1903 році в Одесі.
У листі до Михайла Коцюбинського від 13 липня 1901 та зверненні до українських письменників Вороний виклав програму альманаху. Відверто виявивши симпатії «до новіших течій в літературах європейських», він зазнав гострої критики з боку громадських і літературних кіл за відхід від дійсності у сферу «чистого мистецтва». Найбільш толерантно висловив свою незгоду з декларованими Вороним програмними цілями Іван Франко у поетичному посланні «Миколі Вороному», яке разом із відповіддю «Іванові Франкові» опублікував в альманасі.
Вороний спростував приписувану йому пропаганду гасла «мистецтва для мистецтва», наголошуючи на потребі осучаснення української літератури, бажанні не обмежувати сферу творчої свободи письменника. Виступаючи за розширення тематичних меж літератури, за пошук нових тем і художніх засобів виразності, він закликав до модернізації української літератури.
В альманасі вміщено поезії Франка («З буркутських пісень», «Зів’яле листя»), Лесі Українки («Ритми»), Бориса Грінченка, Вороного («Ікар», «До моря», «Ніч», «Євшан-зілля»), Петра Карманського («Ой люлі, люлі, химерний смутку», «З записок самовбивця», «Суд»), Н. Кибальчич, О. Маковея, Миколи Чернявського, В. Самійленка, Василя Щурата, П. Грабовського, Михайла Старицького, О. Романової, Л. Лопатинського, П. Панченка, Михайла Корчинського, А. Кримського («Сірійські згадки»); прозові твори Ольги Кобилянської («Мої лілії»), Коцюбинського («На камені»), Гната Хоткевича, М. Колцуняка («Молоді мученики»), Наталії Кобринської («Відцвітає», «Руки»), Івана Липи («Турки»), А. Крушельницького («Перед кладкою»), В. Кравченка, Є. Мандичевського, Івана Нечуя-Левицького («Роковий український ярмарок»); нарис Є. Мандичевського; драматичні твори Л. Старицької («Сапфо»), Старицького («Чарівний сон»).
Альманах гостро критикував Сергій Єфремов, який у статті «У пошуках нової краси», звинуватив авторів збірника у сліпому наслідуванні західноєвропейських символізму й декадансу, які вважав неприйнятними для української літератури. Згодом виступив з осудом творів Кобилянської, Кобринської, Василя Стефаника, Михайла Яцківа, Антіна Крушельницького.
Альманах вважав першим проявом декадентства в українській літературі, а Вороного – одним з ідеологів декадансу. Критикував «кучеряву» назву збірника, неясність і туманність програми, типової для шукачів нової краси. У статті «На мертвой точке» (1903; опубл. – «КС», 1905, кн. 5) піддав альманах прискіпливому й детальному аналізу, називаючи його виразно декадентським та маніфестом нового мистецтва. На захист українських письменників-новаторів виступив Франко у статті «Принципи і безпринципність» (1903), а також Леся Українка, Хоткевич, К. Гриневичева та інші. Поява відозви Вороного та альманаху спричинили розгортання тривалої дискусії про шляхи й напрями розвитку української літератури, потребу особливої уваги до естетичної вартості творів.